# Trimma okinawae
Trimma okinawae là một loài cá biển thuộc chi Trimma trong họ Cá bống trắng. Loài này được mô tả lần đầu tiên vào năm 1949.

## Từ nguyên
Từ định danh okinawae được đặt theo tên gọi của đảo Okinawa, nơi mà mẫu định danh của loài cá này được thu thập.

## Tình trạng phân loại
Theo nghiên cứu của Winterbottom và cộng sự (2014), có 8 nhóm đơn bội ở T. okinawae dựa trên phân tích các mẫu vật thu thập từ Palau (nhóm 1), Fiji (nhóm 3), Nouvelle-Calédonie (nhóm 4), Brunei (nhóm 5), Nhật Bản (nhóm 6a), đảo Đài Loan (nhóm 6b), đảo New Britain - Raja Ampat (nhóm 7). Hai nhóm đã được mô tả là loài hợp lệ là Trimma ukkriti ở đảo Phuket (Nam Thái Lan, trước đây là nhóm 2) và Trimma readerae (rạn san hô Great Barrier, trước đây là nhóm 8).
Mặc dù có một số biến dị hình thái về số vảy trước lưng, độ sâu của rãnh giữa hai mắt, chiều dài gai vây lưng thứ hai và kiểu hình (đặc biệt là các vệt sọc trên má, nắp mang và màu sắc tổng thể), nhưng chưa có sự khác biệt nhất quán nào được công bố cho đến nay.

## Phân bố và môi trường sống
Theo như nghiên cứu trên, T. okinawae là một phức hợp gồm nhiều loài, và T. okinawae thực sự có lẽ chỉ giới hạn ở Nhật Bản.
T. okinawae sống trên các rạn san hô và gần hải miên, độ sâu đến ít nhất là 35 m.

## Mô tả
Chiều dài chuẩn lớn nhất được ghi nhận ở T. okinawae là 3,5 cm. Gai thứ hai của vây lưng trước ngắn, chạm tới tia thứ hai của vây lưng sau. Má (phía dưới và sau mắt) có các vạch dọc màu đỏ cam.

## Sinh thái
T. okinawae đực là loài đa thê, và con cá cái lớn nhất hậu cung sẽ chuyển đổi giới tính sau khi cá đực thống trị bị loại bỏ. Sự xuất hiện của mô buồng trứng ở cá đực cho thấy T. okinawae đực có thể quay trở lại thành cá cái. Một thí nghiệm cho thấy, cá cái sau khi thay đổi giới tính và trở thành cá đực, chúng sẽ quay trở lại thành cá cái nếu có sự xuất hiện của một con cá đực lớn hơn. Thí nghiệm này nhằm chứng minh T. okinawae là một loài lưỡng tính hai chiều.
Lãnh thổ cá đực bao trùm lên lãnh thổ của những con cá cái trong hậu cung. Vào buổi sáng của ngày sinh sản, cá đực sẽ ở tại một địa điểm. Cá cái sẽ ghé thăm địa điểm này và giao phối với con đực. Quá trình sinh sản diễn ra với chu kỳ 4–5 ngày trong mùa sinh sản từ tháng 6 đến tháng 9 (Nhật Bản).